# Michelle Donelan
Michelle Emma May Elizabeth Donelan (Whitley, 8 aprile 1984) è una politica britannica, membro del Partito Conservatore e del Parlamento per il collegio di Chippenham dal 2015 al 2024, nonché segretaria di Stato per la scienza, l'innovazione e la tecnologia dal 2023 al 2024 nel governo Sunak.

## Biografia
Nata nell'aprile 1984,  è cresciuta a Whitley, Cheshire, e all'età di 15 anni ha parlato alla Conferenza del Partito Conservatore a Blackpool nel 1999, avendo deciso di essere una politica già all'età di sei anni. Ha studiato presso la County High School, Leftwich, laureandosi poi in storia e politica presso l'Università di York.  Durante i suoi studi universitari è stata coinvolta nella York Student Television.